# Große Nationalversammlung der Türkei
Die Große Nationalversammlung der Türkei (türkisch Türkiye Büyük Millet Meclisi, TBMM) ist das Parlament der Türkei mit Sitz in Ankara. Die Große Nationalversammlung wurde 1920 gegründet und bestand ab 1995 aus 550 Abgeordneten. Mit dem Verfassungsreferendum 2017 und dessen Inkrafttreten wurde das Parlament um 50 Sitze aufgestockt (mit den Wahlen 2018). Das Land hat ein Einkammersystem. Zur Bildung einer Fraktion werden mindestens 20 Abgeordnete benötigt.

## Geschichte
Gegründet wurde das Parlament 1920 (anfangs unter dem Namen Büyük Millet Meclisi / بویوك ملت مجلسی / ‚Große Nationalversammlung‘) von der Gruppe um Mustafa Kemal (Atatürk), der damit seinem Widerstand gegen die griechischen Besatzer eine Legitimation gab und gleichzeitig den Anspruch erhob, der alleinige Repräsentant des Volkes zu sein. Bis zur Gründung des Parlaments war der im September 1919 beim Sivas-Kongress gewählte Repräsentativrat (Heyet-i Temsiliye) das höchste Gremium der Türkischen Befreiungsbewegung, die sich in Ankara geformt hatte. Die Befreiungsbewegung befand sich im Streit mit den Siegermächten des Ersten Weltkriegs und der osmanischen Interims-Regierung unter dem Großwesir Damad Ferid Pascha. Damad Ferid kooperierte mit den Siegermächten, bekämpfte die nationale Bewegung durch Verhaftungen und wurde vor allem von den Briten sehr geschätzt. Die Regierung von Damad Ferid musste am 30. September 1919 zurücktreten. Der Rücktritt erfolgte als Reaktion auf den vergeblichen Versuch von Damad Ferid, den Sivas-Kongress aufzulösen und Mustafa Kemal verhaften zu lassen. Die neue Istanbuler Regierung unter Ali Rıza Pascha unterstützte die Befreiungsbewegung. Das alliierte Vorhaben der Aufteilung des Osmanischen Reichs wurde durch diese Kooperation erschwert. Um ihre Ziele trotzdem durchsetzen zu können, hielten die Alliierten die Besetzung Istanbuls und die Verhaftung der „gefährlichen nationalistischen Führer“ für erforderlich.

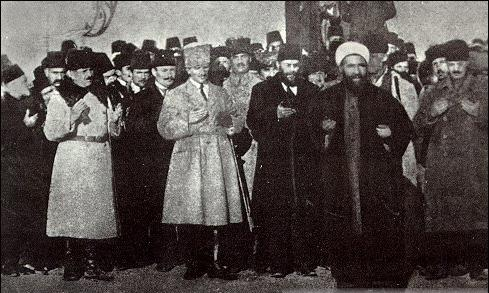
Atatürk, Kazım Karabekir und weitere Politiker beten bei der Eröffnung des Parlaments

Am 16. März 1920 besetzten die Alliierten Istanbul, am 5. April 1920 wurde erneut Damad Ferid Großwesir und teilte dem britischen Hochkommissariat nach Amtsantritt wie auch zu seinen früheren Regierungszeiten mit, dass er allen britischen Erwartungen entsprechend vorgehen werde. Nach der Besetzung Istanbuls wurde das neue Parlament in Ankara gegründet, das verkündete, der legitime Nachfolger der Istanbuler Kammer zu sein, da Istanbul militärisch besetzt und die dortige Regierung und der Sultan nicht mehr souverän seien. Atatürk gab am 19. März 1920 eine Meldung heraus, in der es hieß, in Ankara werde sich ein Parlament mit weitreichenden Kompetenzen versammeln. Des Weiteren wurde verkündet, wie die Abgeordneten gewählt werden müssen und dass die Wahl spätestens in 15 Tagen durchgeführt werden müsse.

Das Parlament versammelte sich dann zum ersten Mal am 23. April 1920. Der älteste Abgeordnete Şerif Bey aus Sinop (geboren 1845) übernahm die Rolle des Alterspräsidenten und eröffnete die Sitzung wie folgt: 

„In meiner Funktion als ältester Abgeordneter dieses Hohen Rates und mit Gottes Hilfe verkünde ich der ganzen Welt, dass unser Volk in völliger innen- und außenpolitischer Unabhängigkeit Verantwortung für sein Schicksal übernimmt und begonnen hat, sich selbst zu regieren, und erkläre hiermit die Große Nationalversammlung für eröffnet.“

 Am 24. April 1920 fand die zweite Sitzung statt; Mustafa Kemal wurde zum Vorsitzenden des Parlamentes gewählt. Der Vertrag von Alexandropol vom 2. Dezember 1920 war das erste Abkommen, in dem die Gegenregierung in Ankara international als Verhandlungspartner anerkannt wurde. 1924 erfolgte der Umzug in das zweite Parlamentsgebäude, 1939 zog das Parlament in das heutige Gebäude um. Bis zur Abschaffung des Einparteiensystems gehörten dem Parlament nur Mitglieder der von Mustafa Kemal gegründeten CHP an. Ab 1946 waren jeweils mehrere Parteien im Parlament vertreten.
Nach dem Militärputsch vom 27. Mai 1960 wurde mit der Verfassung von 1961 das Zweikammersystem eingeführt. Die Große Nationalversammlung der Türkei setzte sich nunmehr aus zwei Kammern – der Nationalversammlung (Millet Meclisi) und dem Senat der Republik (Cumhuriyet Senatosu) – zusammen, die in den durch die Verfassung vorgesehenen Fällen als Plenarversammlung des Gesamtparlaments tagten (Art. 63 der Verfassung). Die Nationalversammlung bestand gemäß Art. 67 der Verfassung aus 450 Abgeordneten, der Senat der Republik umfasste 150 aus allgemeinen Wahlen hervorgehende und 15 vom Präsidenten der Republik bestellte Mitglieder (Art. 70 Abs. 1 der Verfassung). Darüber hinaus gehörten dem Senat der Republik die in Art. 70 Abs. 2 der Verfassung genannten „natürlichen Mitglieder“ (tabiî üyeler) auf Lebenszeit an. Während die Legislaturperiode für die Nationalversammlung in Art. 69 Abs. 1 der Verfassung auf vier Jahre festgesetzt war, betrug die Wahlperiode des Senats sechs Jahre mit alle zwei Jahre stattfindender Drittelerneuerung der gewählten sowie der vom Präsidenten bestellten Mitglieder (Art. 73 Abs. 1 Satz 1, Abs. 2 der Verfassung). Nach dem Militärputsch 1980 und mit der Verfassung von 1982 erfolgte die Rückkehr zum Einkammersystem.
Am 16. April 2017 fand ein Verfassungsreferendum statt, dessen vorgeschlagene Änderungen angenommen wurden und mit der Parlaments- und Präsidentschaftswahlen 2018 in Kraft getreten sind. Dies bewirkte unter anderem die Tatsache, dass das Amt des Ministerpräsidenten zugunsten eines Staatspräsidenten mit erweiterter Macht abgeschafft wurde und die Anzahl der Abgeordneten im Parlament von 550 auf 600 angehoben wurde.

## Legislaturperioden

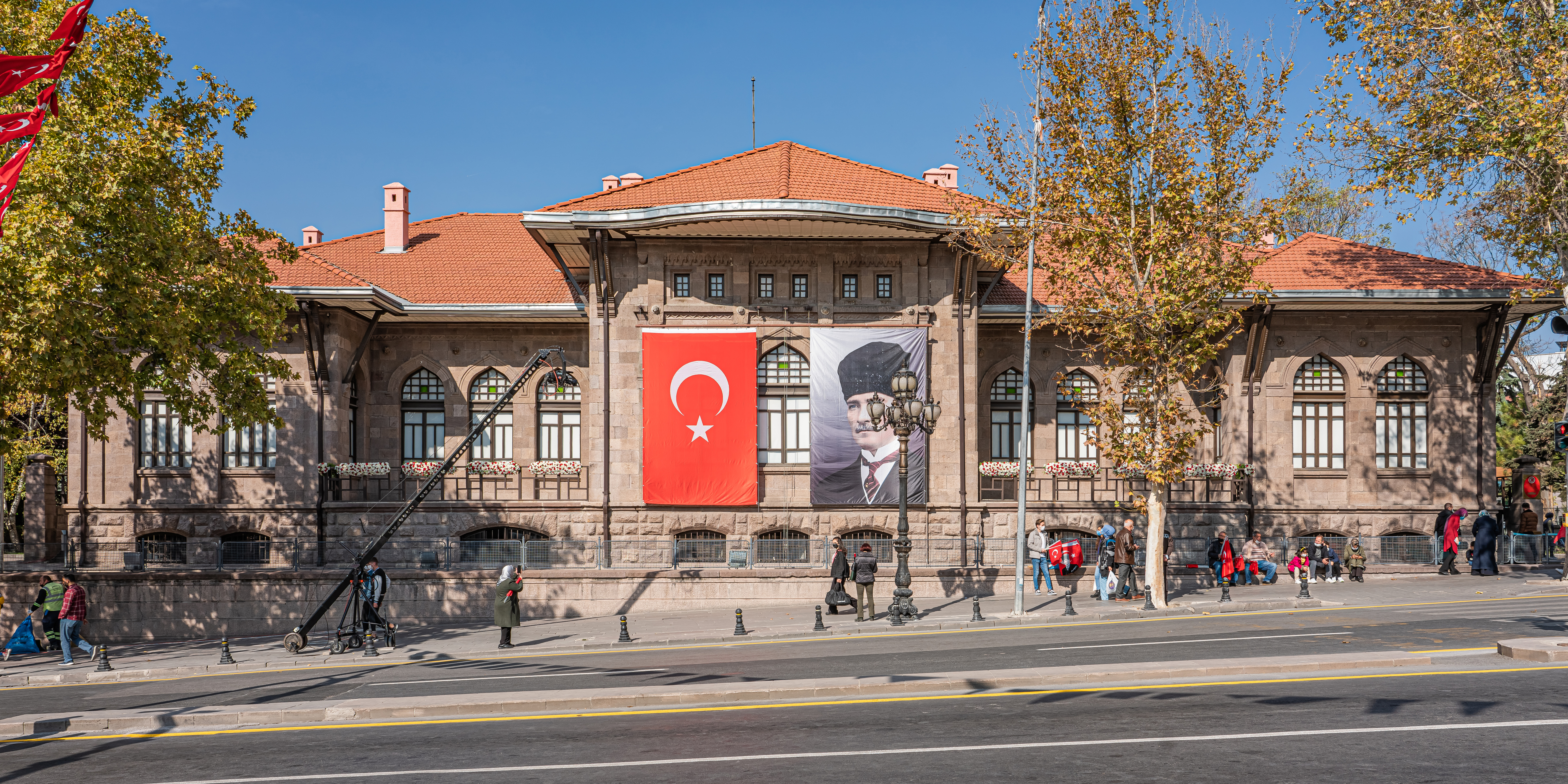
Das erste Parlamentsgebäude (1920–1924) Heute: Museum des Unabhängigkeitskrieges

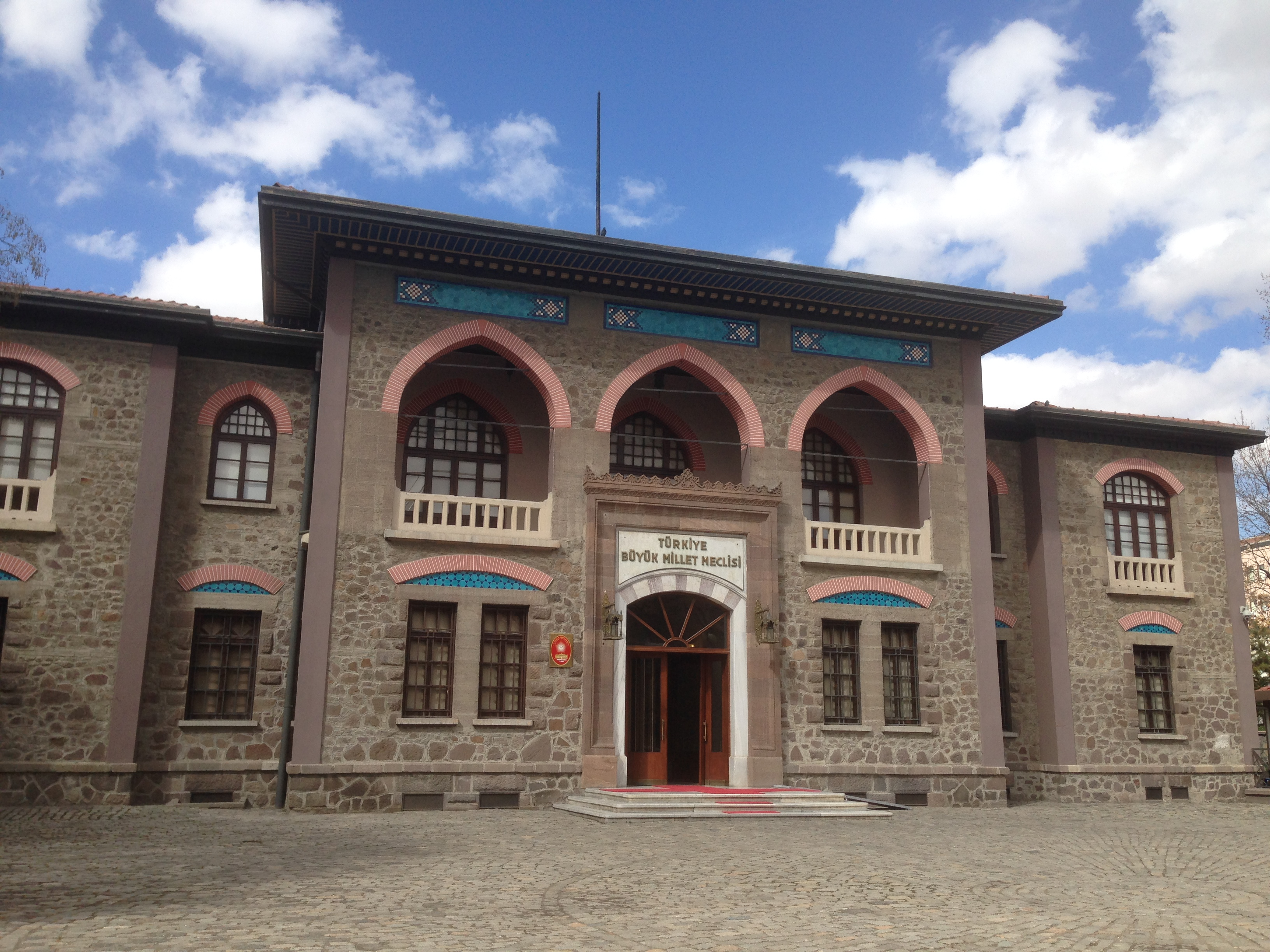
Das zweite Parlamentsgebäude (1924–1939) Heute: Museum der Republik

- TBMM 1. Periode: 23. April 1920 bis 29. Oktober 1923
- TBMM 2. Periode: 29. Oktober 1923 bis 2. August 1927
- TBMM 3. Periode: 2. August 1927 bis 26. März 1931
- TBMM 4. Periode: 4. Mai 1931 bis 23. Dezember 1934
- TBMM 5. Periode: 1. März 1935 bis 27. Dezember 1938
- TBMM 6. Periode: 3. April 1939 bis 15. Dezember 1943
- TBMM 7. Periode: 8. März 1944 bis 14. Juni 1946
- TBMM 8. Periode: 5. August 1946 bis 24. März 1950
- TBMM 9. Periode: 22. Mai 1950 bis 12. März 1954
- TBMM 10. Periode: 14. Mai 1954 bis 12. September 1957
- TBMM 11. Periode: 1. Februar 1958 bis 27. Mai 1960
- TBMM 27. Mai Neugründung: 6. Januar 1961 bis 25. Oktober 1961
- TBMM 12. Periode:(*) 25. Oktober 1961 bis 10. Oktober 1965
- TBMM 13. Periode:(*) 22. Oktober 1965 bis 12. Oktober 1969
- TBMM 14. Periode:(*) 12. Oktober 1969 bis 14. Oktober 1973
- TBMM 15. Periode:(*) 14. Oktober 1973 bis 5. Juni 1977
- TBMM 16. Periode:(*) 5. Juni 1977 bis 12. September 1980
- TBMM 12. September Neugründung: 25. Oktober 1981 bis 14. Oktober 1983
- TBMM 17. Periode: 7. Dezember 1983 bis 29. November 1987
- TBMM 18. Periode: 14. Dezember 1987 bis 20. Oktober 1991
- TBMM 19. Periode: 2. November 1991 bis 24. Dezember 1995
- TBMM 20. Periode: 8. Januar 1996 bis 18. April 1999
- TBMM 21. Periode: 2. Mai 1999 bis 3. Oktober 2002
- TBMM 22. Periode: 14. Oktober 2002 bis 22. Juli 2007
- TBMM 23. Periode: 4. August 2007 bis 11. Juni 2011
- TBMM 24. Periode: 12. Juni 2011 bis 7. Juni 2015
- TBMM 25. Periode: 7. Juni 2015 bis 1. November 2015
- TBMM 26. Periode: 1. November 2015 bis 24. Juni 2018
- TBMM 27. Periode: 24. Juni 2018 bis 3. Juni 2023
- TBMM 28. Periode: seit 3. Juni 2023

(*)Nach dem Militärputsch von 1960 wurde bei der folgenden Wahl 1961 die Zählung auf 1 zurückgesetzt. Allerdings wurde diese Regelung 1983 wieder rückgängig gemacht.

## Wahlen zum Parlament
Die Große Nationalversammlung wird einzügig in allgemeiner, gleicher, geheimer, direkter und freier Wahl nach dem Verhältniswahlrecht für eine 5-jährige Legislaturperiode gewählt. Es besteht Wahlpflicht. Das Wahlalter beträgt 18 Jahre. Soldaten besitzen kein Wahlrecht.
Gewählt werden kann, wer zumindest die Grundschule absolviert und das 25. Lebensjahr (bis 2006 30. Lebensjahr) vollendet hat (Art. 76). Männliche Abgeordnete müssen den Wehrdienst abgeleistet haben. Die Abgeordneten kandidieren in Wahlkreisen, die den Provinzen der Türkei entsprechen. Es herrscht eine landesweite Sperrklausel von 10 %. Die Stimmen für diejenigen Kandidaten, deren Partei diese Hürde nicht überwindet, verfallen. Die Zahl der Abgeordneten beträgt nach dem Referendum 2017 600. Für ausscheidende Abgeordnete gibt es kein Nachrückverfahren. Sind mehr als fünf Prozent – derzeit 30 – der Abgeordneten ausgeschieden, werden deren Mandate durch Nachwahlen neu vergeben. Diese Nachwahlen finden mindestens 30 Monate nach und spätestens ein Jahr vor allgemeinen Wahlen statt.
Nach dem Wahlgesetz finden Parlamentswahlen alle fünf Jahre am zweiten Sonntag im Oktober statt – ausgenommen sind vorzeitige Neuwahlen. Die sieben Wahlen 1991, 1995, 1999, 2002, 2007 und 2011 und 2018 fanden vorzeitig statt.

### Auslandswahl
Mehrfache Versuche, Wahlen für im Ausland lebende türkische Staatsbürger in Konsulaten oder via Briefwahl zu ermöglichen, scheiterten bis 2012 stets am Wahlrat. Eine Stimmabgabe an türkischen Grenzübergängen war mit noch gültigem Pass möglich. Bei der Parlamentswahl in der Türkei 2015 durften im Ausland lebende Türken zum ersten Mal wählen. Bei der Parlamentswahl 2018 waren 3.032.206 im Ausland wahlberechtigt. Nach Auswertung von 77,9 % der Urnen mit den im Ausland abgegebenen Stimmen hatten 1.044.199 Stimmberechtigte gewählt, was einer Wahlbeteiligung von 44,19 % entspricht.

### Eid
Bei Amtsantritt müssen alle Mitglieder folgenden Amtseid leisten: 

„Ich schwöre vor der großen Türkischen Nation bei meiner Ehre und Würde, dass ich die Existenz und Unabhängigkeit des Staates, die unteilbare Einheit von Vaterland und Nation, die uneingeschränkte und bedingungslose Souveränität der Nation schützen werde; dass ich dem Primat des Rechts, der demokratischen und laizistischen Republik und den Prinzipien und Reformen Atatürks verbunden bleiben werde; dass ich von dem Ideal, wonach innerhalb des Geistes von Frieden und Heil der Gemeinschaft, nationaler Solidarität und Gerechtigkeit jedermann die Menschenrechte und Grundfreiheiten genieße, und von der Treue zur Verfassung nicht abweichen werde.“

## Funktionen und Aufgaben
Laut Verfassung hat die Nationalversammlung die Aufgaben und Kompetenzen, Gesetze zu erlassen, zu ändern und aufzuheben, den Haushalt zu verabschieden, über den Druck von Geld und über Kriegserklärungen zu entscheiden, die Ratifizierung völkerrechtlicher Verträge zu billigen und mit der Mehrheit von drei Fünfteln der Gesamtzahl der Abgeordneten über die Verkündung einer Amnestie zu entscheiden.
Darüber hinaus kennt die türkische Verfassung eine ausführliche Regelung über die Unvereinbarkeit zwischen bestimmten Ämtern in der Regierung und der Justiz sowie dem Abgeordnetenmandat. Die Abgeordneten genossen bis zum 20. Mai 2016 Immunität (siehe Abschnitt #Immunität). Ein Abgeordneter durfte bis dahin ohne Beschluss der Nationalversammlung nicht festgehalten, verhört, verhaftet oder vor Gericht gestellt werden.
Das Motto der Nationalversammlung lautet übersetzt: „Alle Macht geht bedingungslos vom Volke aus!“ (türkisch Egemenlik kayıtsız şartsız milletindir)

## Organe und Ausschüsse

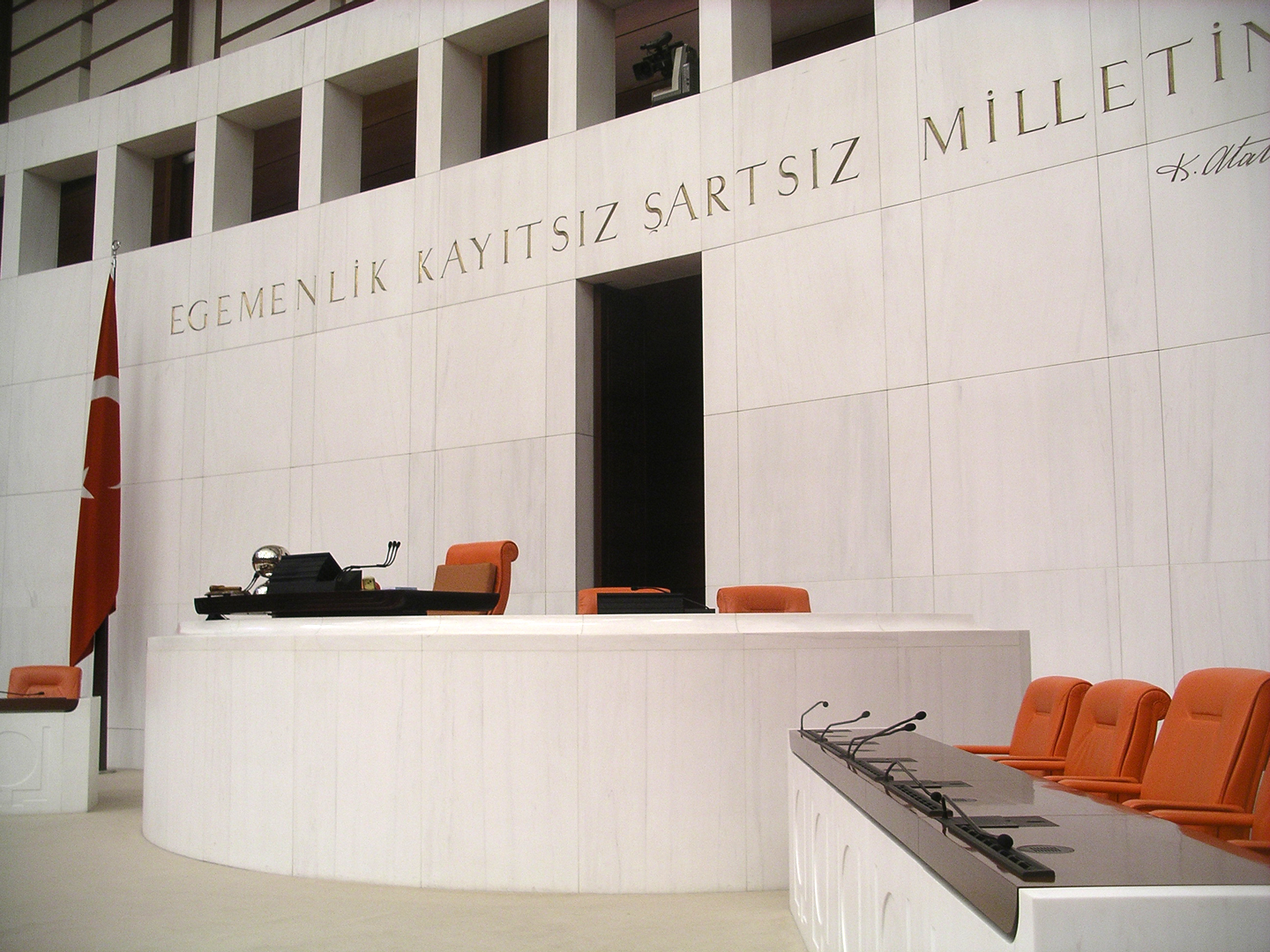
Der Sitz des Parlamentspräsidenten und die Regierungsbank (rechts). Im Hintergrund: „Alle Macht geht bedingungslos vom Volke aus!“

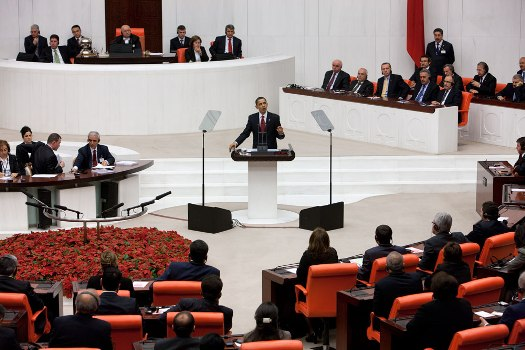
Barack Obama im Parlament, April 2009.

### Parlamentspräsidium
Mustafa Şentop (AKP) ist seit Februar 2019 Parlamentspräsident.

### Fachausschüsse
- Verfassungsausschuss
- Rechtsausschuss
- Nationaler Verteidigungsausschuss
- Innenausschuss
- Ausschuss für auswärtige Angelegenheiten
- Ausschuss für Nationale Bildung, Kultur, Jugend und Sport
- Ausschuss für Bauwesen, Verkehr und Tourismus
- Ausschuss für Industrie, Handel, Energie, natürliche Ressourcen, Wissenschaft und Technologie
- Petitionsausschuss
- Planungs- und Budgetausschuss
- Ausschuss für Staatsbetriebe
- Menschenrechtsausschuss
- Ausschuss für den Harmonisierungsprozess mit der EU
- Ausschuss für Wald- und Forstwirtschaft und dörfliche Angelegenheiten
- Parlamentarischer Rechnungsprüfungsausschuss
- Ausschuss für Gesundheit, Familie, Arbeit und Soziales
- Umweltausschuss

Laut Verfassung sind die Abgeordneten Vertreter des ganzen Volkes und nicht einer Partei oder Region. Parteipolitik wird über die Fraktionen in das Parlament getragen. Eine Fraktion muss mindestens 20 Mitglieder haben. Der Fraktionsvorsitz wird vom Parteivorsitzenden ausgeübt, wenn er der Nationalversammlung angehört.

## Immunität
Die Immunität der Abgeordneten der Großen Nationalversammlung der Türkei ist in Artikel 83 der türkischen Verfassung verankert. Sie umfasst zwei Hauptkomponenten: die Indemnität (yasama sorumsuzluğu) und die Immunität im engeren Sinne (yasama dokunulmazlığı). Die Indemnität schützt Abgeordnete dauerhaft vor jeglicher Verfolgung aufgrund ihrer Äußerungen oder Abstimmungen im Parlament. Die Immunität im engeren Sinne verhindert, dass Abgeordnete ohne Zustimmung der Nationalversammlung strafrechtlich verfolgt, festgenommen oder verhört werden können, es sei denn, sie werden auf frischer Tat bei einem schweren Verbrechen ertappt.
Diese Immunität gilt für die gesamte Legislaturperiode und kann nur durch einen Beschluss der Nationalversammlung aufgehoben werden. Im Mai 2016 verabschiedete das türkische Parlament eine umstrittene Verfassungsänderung, die die Aufhebung der Immunität von 138 Abgeordneten ermöglichte. Diese Maßnahme betraf hauptsächlich Mitglieder der Opposition, insbesondere der pro-kurdischen Halkların Demokratik Partisi (HDP). Die Venedig-Kommission des Europarats kritisierte diese Verfassungsänderung als Bedrohung für die Funktionsfähigkeit des Parlaments. In der Folge wurden mehrere Oppositionsabgeordnete verhaftet und strafrechtlich verfolgt. Die Aufhebung der Immunität wird von Kritikern als Instrument zur Schwächung der Opposition betrachtet.
Im Januar 2024 entzog das Parlament dem inhaftierten Oppositionsabgeordneten Can Atalay sein Mandat, obwohl das türkische Verfassungsgericht zuvor zweimal seine Freilassung angeordnet hatte. Dieser Fall verdeutlicht die anhaltenden Kontroversen um die parlamentarische Immunität in der Türkei.

## Sitzverteilung der Abgeordneten in der 28. Legislaturperiode
| Parlamentsstatus                                                 | Parteilogo | Parteilogo | Parteiname                             | Akronym | Parteivorsitz                                | Anzahl der Abgeordneten (Stand: November 2023) |
| ---------------------------------------------------------------- | ---------- | ---------- | -------------------------------------- | ------- | -------------------------------------------- | ---------------------------------------------- |
| Parteien in Fraktionsstärke (Parlamentssitze ≥ 20 Abgeordnete)   |            |            | Adalet ve Kalkınma Partisi             | AKP     | Recep Tayyip Erdoğan                         | 264                                            |
| Parteien in Fraktionsstärke (Parlamentssitze ≥ 20 Abgeordnete)   |            |            | Cumhuriyet Halk Partisi                | CHP     | Özgür Özel                                   | 130                                            |
| Parteien in Fraktionsstärke (Parlamentssitze ≥ 20 Abgeordnete)   |            |            | Halkların Eşitlik ve Demokrasi Partisi | HEDEP   | Tülay Hatimoğulları Oruç und Tuncer Bakırhan | 57                                             |
| Parteien in Fraktionsstärke (Parlamentssitze ≥ 20 Abgeordnete)   |            |            | Milliyetçi Hareket Partisi             | MHP     | Devlet Bahçeli                               | 50                                             |
| Parteien in Fraktionsstärke (Parlamentssitze ≥ 20 Abgeordnete)   |            |            | İYİ Parti                              | İYİ     | Meral Akşener                                | 42                                             |
| Parteien in Fraktionsstärke (Parlamentssitze ≥ 20 Abgeordnete)   |            |            | Saadet Partisi                         | SP      | Temel Karamollaoğlu                          | 20                                             |
| Parteien ohne eigene Fraktion (Parlamentssitze < 20 Abgeordnete) |            |            | Demokrasi ve Atılım Partisi            | DEVA    | Ali Babacan                                  | 15                                             |
| Parteien ohne eigene Fraktion (Parlamentssitze < 20 Abgeordnete) |            |            | Yeniden Refah Partisi                  | YRP     | Fatih Erbakan                                | 5                                              |
| Parteien ohne eigene Fraktion (Parlamentssitze < 20 Abgeordnete) |            |            | Türkiye İşçi Partisi                   | TİP     | Erkan Baş                                    | 4                                              |
| Parteien ohne eigene Fraktion (Parlamentssitze < 20 Abgeordnete) |            |            | Hür Dava Partisi                       | HÜR     | Zekeriya Yapıcıoğlu                          | 4                                              |
| Parteien ohne eigene Fraktion (Parlamentssitze < 20 Abgeordnete) |            |            | Demokratik Bölgeler Partisi            | DBP     | Sebahat Tuncel und Kamuran Yüksek            | 2                                              |
| Parteien ohne eigene Fraktion (Parlamentssitze < 20 Abgeordnete) |            |            | Emek Partisi                           | EMEP    | Seyit Aslan                                  | 2                                              |
| Parteien ohne eigene Fraktion (Parlamentssitze < 20 Abgeordnete) |            |            | Demokrat Parti                         | DP      | Gültekin Uysal                               | 3                                              |
| Parteien ohne eigene Fraktion (Parlamentssitze < 20 Abgeordnete) |            |            | Demokratik Sol Parti                   | DSP     | Mehmet Önder Aksakal                         | 1                                              |
| Unabhängig                                                       |            |            |                                        |         |                                              | 1                                              |

## Parlamentsgebäude
Ursprünglich tagte die Nationalversammlung in einem Gebäude in unmittelbarer Nähe des Ulus-Platzes, das ursprünglich Klubgebäude der lokalen Organisation der Jungtürken in Ankara war (1. Gebäude, heute Museum des Unabhängigkeitskrieges). Nach der Ausrufung der Republik 1924 zog das Parlament in ein daneben neuerrichtetes Gebäude gegenüber dem Hotel Ankara Palas um (2. Gebäude, heute Museum der Republik). Das heutige Parlamentsgebäude (3. Gebäude) ist nach den Entwürfen des österreichischen Architekten Clemens Holzmeister in den Jahren 1939 bis 1961 im Stil des reduzierten Klassizismus erbaut worden. Bei dem Putschversuch vom 15. Juli 2016 wurde das Gebäude durch Luftangriffe der Putschisten stark beschädigt.